# ليزلي جونز (لاعب كريكت)
ليزلي جونز (13 يوليو 1891 في المملكة المتحدة - 8 يناير 1962 بتشستر في المملكة المتحدة) (بالإنجليزية: Leslie Jones)‏ هو لاعب كريكت بريطاني وبريطاني (وحمل سابقاً جنسية المملكة المتحدة لبريطانيا العظمى وأيرلندا). لعب مع Cheshire County Cricket Club ‏ والمقاطعات الوطنية للكريكيت الإنجليزي والويلزي ‏.

## وصلات خارجية
- ليزلي جونز على موقع إي آس بي آن كريك إنفو (الإنجليزية)